# Quận 13, Paris
Quận 13 của Paris (còn có tên là quận Gobelins, nhưng tên gọi này ít được dùng trong đời sống thường nhật) nằm ở tả ngạn sông Seine. Nó giáp với các quận 12, 5, 14 và Val-de-Marne. Quận 13 rộng 715 ha và có 171.533 dân vào năm 1999, tức 23.991 người/km².
Đây là một quận rất ít du lịch, nó vốn là một khu phố công nhân cũ. Gần như không có địa điểm nổi tiếng nào, công trình quan trọng nhất của quận là Thư viện François-Mitterrand thuộc Thư viện Quốc gia Pháp.
Ngày nay, quận 13 được biết đến như một quận châu Á của Paris với sự hiện diện của phố Tàu Paris.